# Paracles
Paracles is een geslacht van vlinders van de familie spinneruilen (Erebidae).

## Soorten
- P. affinis Rothschild, 1910
- P. albescens Hampson, 1901
- P. alonia Schaus, 1933
- P. amarga Schaus, 1933
- P. antennata Walker, 1855
- P. aurantiaca Rothschild, 1910
- P. azollae Berg, 1877
- P. bicolor Packard, 1869
- P. bilinea Schaus, 1901
- P. bogotensis Dognin, 1916
- P. brittoni Rothschild, 1910
- P. brunnea Hübner, 1827
- P. burmeisteri Berg, 1877
- P. cajetani Rothschild, 1910
- P. cnethocampoides Rothschild, 1910
- P. contraria Walker, 1855
- P. costata Burmeister, 1878
- P. deserticola Berg, 1875
- P. discalis Reich, 1933
- P. dukinfieldia Schaus, 1896
- P. elongata Rothschild, 1922
- P. emerita Schaus, 1933
- P. felderi Rothschild, 1910
- P. fervida Schaus, 1901
- P. flavescens Schaus, 1896
- P. fosterana Watson, 1984
- P. fosteri Hampson, 1905
- P. fulvicollis Hampson, 1905
- P. fusca Walker, 1856
- P. gigantea Jones, 1908
- P. haenschi Rothschild, 1910
- P. herbuloti de Toulgoët, 1975
- P. honora Schaus, 1896
- P. imitatrix Rothschild, 1922
- P. insipida Rothschild, 1910
- P. juruana Butler, 1878
- P. klagesi Rothschild, 1910
- P. laboulbeni Bar, 1873
- P. lateralis Walker, 1855
- P. lehmanni Rothschild, 1910
- P. magna Rothschild, 1910
- P. marcona Schaus, 1933

- P. nitida Jones, 1908
- P. obscurior Schaus, 1933
- P. ockendeni Rothschild, 1910
- P. palmeri Rothschild, 1910
- P. palustris Jörgensen, 1935
- P. pallidivena Schaus, 1904
- P. paula Schaus, 1896
- P. pectinalis Jones, 1908
- P. persimilis Burmeister, 1878
- P. peruensis Dognin, 1907
- P. peruviana Rothschild, 1910
- P. phaeocera Hampson, 1905
- P. plectroides Maassen, 1890
- P. postflavida Rothschild, 1922
- P. quadrata Rothschild, 1910
- P. reversa Jones, 1908
- P. rudis Butler, 1882
- P. sericea Schaus, 1896
- P. severa Berg, 1875
- P. steinbachi Rothschild, 1910
- P. surgens Walker, 1865
- P. tapina Dyar, 1913
- P. tenuis Berg, 1877
- P. thursbyi Rothschild, 1910
- P. tolimensis Dognin, 1912
- P. toulgoeti Watson & Goodger
- P. ubiana Druce, 1898
- P. uniformis Jones, 1912
- P. valstana Schaus, 1933
- P. variegata Schaus, 1896
- P. venata Schaus, 1894
- P. vivida Rothschild, 1910
- P. vulpeculata Dognin, 1907
- P. vulpina Hübner, 1825